# TV8
TV8 är en svensk tv-kanal som sänder serier, dokumentärer, reality, sport och gameshows. TV8 ingår i Viaplay Group, där också bland annat TV3, TV6, TV10, Viasat Sport och Viasat Film återfinns. Kanalen finansieras av abonnemangsintäkter, reklam och sponsring.

## Historik
TV8 inledde sina sändningar den 15 oktober 1997, kanalens ägare var då investmentbolaget Ratos. När TV8 startade hade man ambitiösa planer med ekonominyheter, varvat med politik, historia, vetenskap, kultur och seriösa ungdomsprogram.
MTG köpte kanalen av Ratos den 30 augusti 1999. Först lades kanalen under Viasat Broadcasting, men flyttades senare till MTG Publishing för att ge ökade synergivinster med koncernens magasin och tidningar. Under 2000 inleddes dagliga sändningar av Finansnytt varje heltimme i samarbete med Finanstidningen, ett resultat av att TV8 lagts under Publishing. Även MTG:s månadstidning Moderna Tider bidrog med programmet Moderna tider - moderna samtal.
Under 2002 lades Publishing ner och TV8 återfördes till Viasat. Sändningarna av Finansnytt drogs ner till att omfatta enbart kvällssändningar. Det specifika TV8-utbudet bestod under den här tiden bara av cirka två timmars sändning på sen kvällstid samt Finansnytt lite tidigare under kvällen. Större delen av sändningstiden på kvällen upptogs av den skandinaviska versionen av History Channel, medan brittiska Bloomberg Television sände på dagtid och nätter.
Inför Irakkriget byttes de dagliga sändningarna av Bloomberg Television ut mot Fox News Channel. Under Irakkriget sändes al-Jazira på sena kvällar, men dessa sändningar upphörde senare. Det gjorde dock inte Fox News-sändningarna. Valda sändningar från Bloomberg återkom i december 2003.
TV8 sändes i det svenska digitala marknätet från 1999 till 2001 då MTG valde att dra sig ur. Den 26 april 2004 återkom TV8, men den här gången sände man okodat. History Channel visades inte okrypterat, utan ersattes av mer Fox News-sändningar i marknätet. Sändningarna krypterades i augusti. I november 2004 lanserade MTG sin historiska kanal Viasat History i Norden med amerikanska originalet History Channel som förebild. En följd av detta var att History Channels sändningar togs bort från TV8. Istället började TV8 sända dokumentärer och sina egenproducerade program där History Channel tidigare sänt. (History Channel återkom till Sverige som separat kanal år 2007.)

### Satsning på svenska samhällsprogram
Inför år 2005 gjordes förändringar av utbudet. De program som producerats i samarbete med Ax:son Johnson-stiftelsen – Engelsbergssamtalen och Global Axess – upphörde därmed. År 2005 startade journalisten Susanna Popova medieprogrammet Media 8, och under 2006 och 2007 var hon programledare för programmet Åsiktsmaskinen. I januari 2006 introducerades fler nya program som det dagliga utrikesmagasinet Världen i fokus samt talkshowen Studio Virtanen. Åke Ortmark, som var med och grundade kanalen och ledde programmet O som i Ortmark, lämnade TV8 efter vårsäsongen 2006.
Under 2006 och 2007 satsades på ett flertal pratprogram ledda av välkända profiler som Gudrun Schyman, Bert Karlsson och Peter Wolodarski. TV8 inledde även samarbeten med ett flertal tidskrifter och tidningar för produktion av olika magasinsprogram.
Sändningarna från Fox News upphörde i september 2006. Där Fox News tidigare sänts började TV8 istället varva repriser av kvällsprogrammen med den tyska kanalen Deutsche Welle. I början av 2007 börjar Lars Adaktusson leda sitt magasin Adaktusson på TV8.
Den 1 september 2007 ökades kanalens potentiella räckvidd betydligt genom att man blev en del av den dominerande kabel-tv-leverantören Com Hems analoga grundutbud. Inför detta bytte kanalen logotyp och grafik.
Kanalen hade länge en marginell tittartidsandel vilket till viss del kan förklaras med att kanalen hade svårt att nå en bredare distribution. Under 2003, 2004 och 2005 tittade medelsvensken i snitt 0,2 minuter per dag på TV8. Efter detta har dock TV8:s tittande ökat. 2006 ägnades 0,5 minuter per dag åt TV8 och under perioden januari-augusti 2007 var siffran 1,1 minuter per dag. Källa: MMS

### Ändrad inriktning
I november 2008 meddelades det att kanalen skulle genomgå omfattande förändringar. Dess organisation samordnades med TV3, TV6 och ZTV. Samtidigt genomförs förändringar av tablån, bland annat läggs många mindre egenproducerade program såsom SvD Kultur och Studio Virtanen ner. Det dagliga utrikesmagasinet Världen i fokus sänds i fortsättningen en gång i veckan. Istället skulle kanalen satsa mer på kvarvarande program som Adaktusson och Teknikens värld samt visa mer inköpta program och repriser av program från TV3 och TV6. Två egna nysatsningar nämndes också: Mellan skål och vägg med Edward Blom samt Amelia Adamo
Inledningsvis behölls ett aktualitetsblock vid sidan av den nya satsningen på serier, filmer och livsstilsprogram. Världen i fokus lades ner 2009 och under år 2010 började kanalen helt frångå satsningen på samhällsprogram. Lars Adaktusson valde i samband med detta att lämna kanalen. I september 2011 infördes en ny logotyp och ny grafik (utvecklad av Dallas Sthlm) som skulle profilera TV8 som en "tillgänglig, lite lyxig och snygg coffeetable-kanal".
Hösten 2015 fick TV8 delvis en inriktning mot kriminalprogram, vilket bland annat märktes genom att Efterlyst tillfälligt flyttade till kanalen.

## Program

### Svenska produktioner
- Ekonominytt (1997-2000)
- O som i Ortmark med Åke Ortmark (1997-2006)
- Smart (TV-program)[14] kulturprogram av Staffan Bengtsson (författare) och Göran Willis, med programledarna Emelie Persson & Lowe Östberg (1997-)
- Finansnytt (2000-2007)
- Global Axess (2001-2005)
- Duellen med Christer Isaksson (2003)
- Engelsbergssamtalen (2003-2005)
- Cornucopia (2003-2006)
- Middag med Bildt med Carl Bildt (2004-2005)
- Kultur 8:an med Stina Lundberg Dabrowski (2004-2005)
- Media 8 med Susanna Popova (2004-?)
- Söndag med Hamilton (2004)
- Studio 8 (2005-?)
- Bert med Bert Karlsson (2006)
- Studio Virtanen med Fredrik Virtanen (2006-2008[15])
- Wolodarski med Peter Wolodarski (2006-?)
- Världen i fokus (2006-2009)
- Adaktusson med Lars Adaktusson (2007-2010)
- Film! med Ronny Svensson (2007-?)
- Metro Teknik med Anna Olin (2007-2009)
- Schyman med Gudrun Schyman (2007)
- Sverige i fokus med Karin Pettersson (2007)
- Resumé med Claes de Faire (2007-2008[16])
- Smaka på Världen (2007-2009)
- Studio Belinda med Belinda Olsson (2008-2009)
- Frånvarande med Sigge Eklund och Claes de Faire (2008)
- Teknikens Värld - Allt om bilen (2008-2009)
- SvD Kultur (2008[17])
- Mellan skål och vägg med Edward Blom (2008)
- Edward Bloms gästabud (2009)
- Amelia Adamo (2009)
- Ystad–Haparanda, ett steg i taget (2009)
- Gran Turismo (2010-)
- Mauro & Pluras kök (2010)
- Angeläget med Adaktusson (2010)
- Slottsliv med Peder Lamm (2010)
- Jeopardy! med Pontus Gårdinger (2014-2015)

## Programledare
- Lars Adaktusson
- Erik Arnér
- Robert Aschberg
- Carl Bildt
- Edward Blom
- Rolf van den Brink
- Anna Brolin
- Andreas Halldén
- Carl Hamilton
- Ulrika Hjalmarson
- Erik Hörstadius
- Christer Isaksson
- Anders Jonsson (journalist)
- Bert Karlsson
- Carina Lindskog
- Stina Lundberg Dabrowski
- Belinda Olsson
- Åke Ortmark
- Karin Pettersson
- Susanna Popova
- Gudrun Schyman
- Christer Sturmark
- Ronny Svensson
- Fredrik Virtanen
- Peter Wolodarski

## Chefer
När TV8 var mer fristående hade kanalen en egen vd:
- Hans Linder, 1996-1999
- Michael Porseryd, 1999[18]-2003
- Anna Rastner, 2003[19]-2005
- Birgitta Stål, 2005-2008

Anna Rastner var programchef en tid under 2005 innan hon ersattes av Thomas Hall. Hall ersattes i sin tur av Mats Vesterlund år 2009.